# Маникуаган (река)
Маникуаган (на френски: Rivière Manicouagan; на английски: Manicouagan River) е река в Източна Канада, източната част на провинция Квебек, ляв приток на река Сейнт Лорънс. Дължината ѝ от 560 км, заедно с река Мучалаган, вливаща се в язовира Маникуаган ѝ отрежда 55-о място сред реките на Канада. Дължината само на река Маникуаган е 302 км.

## Географска характеристика

### Извор, течение, устие
Река Маникуаган изтича от южния ъгъл на язовира Маникуаган, на 358 м н.в., най-големия в провинция Квебек. Тече в южна посока като преминава последователно през язовирите Маник 3 (на 201 м н.в.), Маник 2 (на 114 м н.в.) и Маник 3 (на 38 м н.в.) и се влива отляво в естуара на река Сейнт Лорънс в близост до град Бе Комо (28 789 души).

### Водосборен басейн, притоци
Площта на водосборния басейн на Маникуаган е 45 800 km2, което представлява 3,4% от водосборния басейн на река Сейнт Лорънс.
Основен приток е река Тоулностоук, вливаща се в Маникуаган отляво. В язовира Маникуаган от север се вливат реките Мучалаган, Сигнелей, Тиминс и Харт Жан.

### Хидроложки показатели
Многогодишният среден дебит в устието на Маникуган е 1020 m3/s, като максимумът е през месеците юни и юли, а минимумът през януари и февруари. От ноември до април реката замръзва.

## Икономическо значение
По течението на реката има изградени 6 ВЕЦ-а с обща мощност от 5537 MW.

## Откриване и изследване на реката
Устието на реката е открито в края на август 1535 г. от френския мореплавател Жак Картие, по време на втората му експедиция към бреговете на Северна Америка, но на изработената от него карта, той оставя новооткритата река без име.
Първи, който проследява и описва цялото течение на Маникуаган през юни 1664 г. е френският йезуит Анри Нойел.
В превод от местните индиански племена Маникуаган означава „там където може да се намери кора от дърво“.